# 尼约伊
尼约伊（法語：Nieuil，法語發音：[njœj]）是法国夏朗德省的一个市镇，属于孔福朗区。

## 地理
尼约伊（45°52'43"N, 0°30'5"E）面积23.9 平方千米，位于法国新阿基坦大区夏朗德省，该省份为法国西部内陆省份，北起德塞夫勒省和维埃纳省，东临上维埃纳省，东南至多尔多涅省，南至多爾多涅省，西接滨海夏朗德省。
与尼约伊接壤的市镇（或旧市镇、城区）包括：吕萨克、圣克洛、叙欧、上夏朗德土地镇。

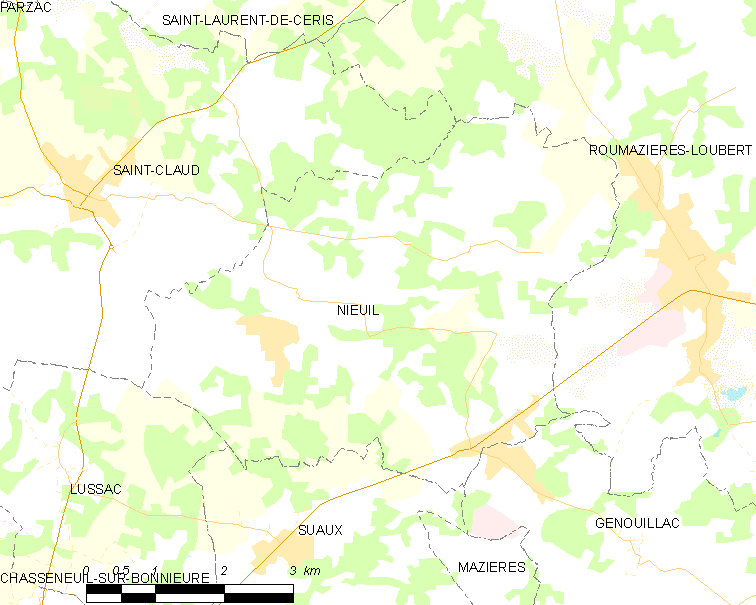
尼约伊的OSM定位图

尼约伊的时区为UTC+01:00、UTC+02:00（夏令时）。

## 行政
尼约伊的邮政编码为16270，INSEE市镇编码为16245。

## 政治
尼约伊所属的省级选区为夏朗德-博尼约尔县。

## 人口

1962-2008年间尼约伊人口变化图示

尼约伊于2022年1月1日时的人口数量为889人。